# Linów (osada leśna w województwie mazowieckim)
Linów – osada leśna w Polsce położona w województwie mazowieckim, w powiecie zwoleńskim, w gminie Zwoleń.
Miejscowość wchodzi w skład sołectwa Linów.
W latach 1975–1998 miejscowość administracyjnie należała do województwa radomskiego.